# ريتشارد توماس (ضابط بريطاني)
ريتشارد توماس (بالإنجليزية: Richard Thomas)‏ هو ضابط بريطاني، ولد في 22 مارس 1932، وتوفي في 13 ديسمبر 1998.